# Gagnoa
Gagnoa är en stad i Elfenbenskusten, huvudort i departementet Gagnoa. Gagnoa har en befolkning på drygt 160 000 (2014) och är därmed den åttonde största staden i landet. Majoriteten av befolkningen tillhör de etniska grupperna bété och gagu.